# Александровка (Подзаваловское сельское поселение)
Александровка — деревня в Урицком районе Орловской области России.
Входит в состав Подзаваловского сельского поселения.

## География
Деревня расположена на берегах реки Орлик.Ближайшие населённые пункты — Ново-Марково и Тулупово.
Имеется одна улица — Лесная.

## Население
Точное число населения неизвестно, по некоторым источникам 2 человека.